# Радикулит
Радикули́т (радикулопатия) — синдром, вызванный поражением корешков спинномозговых нервов. Наиболее характерны проявления радикулита — боли по ходу поражённых нервных корешков и образованных из них нервов, нарушение чувствительности, иногда двигательные расстройства. Обычно заболевание развивается остро, но во многих случаях переходит в хроническую форму с периодическими обострениями. В зависимости от места поражения нервных волокон выделяют различные формы радикулита. Наиболее распространён пояснично-крестцовый радикулит, при котором боли ощущаются в пояснично-крестцовой области, ягодице с отдачей в бедро, голень, стопу. Боль усиливается при движении, поэтому больной избегает резких движений. В постели больной, чтобы уменьшить боль, обычно сгибает ногу.
Самая частая причина радикулита — заболевание (остеохондроз позвоночника), при котором межпозвоночные хрящевые диски утрачивают эластичность и расстояние между позвонками из-за этого снижается, что может привести к ущемлению пучков нервных волокон, отходящих от спинного мозга. В ответ на снижение высоты дисков, на позвонках начинают формироваться краевые остеофиты, которые, смыкаясь краями, впоследствии закрепляют позвонки в одном определенном положении. Образующиеся вследствие этого выступы при физической нагрузке могут оказывать давление на нервные корешки и вызывать боль. Резкие движения (поворот туловища, головы), спазмы мышц спины при травме, переохлаждение тела, отравление могут вызвать схожую клиническую картину. Не связано с поднятием тяжестей. 
Пояснично-крестцовый радикулит с преобладанием поражения корешков крестцового отдела, из которых формируется седалищный нерв, называют ишиасом. При ишиасе боль распространяется по ходу седалищного нерва (в ягодицу, задненаружную поверхность бедра и голени, пятку); сопровождается ощущениями похолодания ноги, онемения кожи, «ползания мурашек».
При шейно-плечевом радикулите боль отмечается в затылке, плече, лопатке, усиливается при повороте головы, движении рукой, кашле. В тяжёлых случаях ощущается онемение, жжение и покалывание в коже руки; нарушается чувствительность. Грудной радикулит встречается довольно редко и проявляется болями в межрёберных промежутках, усиливающимися при движении. 
Лечение проводит врач; оно направлено в основном на устранение причин радикулита. Наряду с обезболивающими средствами широко применяют физиотерапевтические процедуры, лечебную гимнастику, вытяжение позвоночника. Вытяжение позвоночника представляет собой специальную лечебную технику, с помощью которой расстояние между позвонками увеличивается, предоставляя возможность зажатым нервным окончаниям освободиться. Фактически сразу человек ощущает снижение боли в спине. Самостоятельное применение тепловых процедур и обезболивающих средств недопустимо, поскольку боли в пояснице могут быть вызваны не только радикулитом, но и другими заболеваниями, при которых применение тепла противопоказано. При использовании средств народной медицины это нужно учитывать. Болезнь излечивается трудно, и чаще всего человеку приходится приспосабливаться к ней. При обострениях радикулита рекомендуется постельный режим.
Из домашних средств в этот период следует пользоваться лекарственными растениями, оказывающими в основном болеутоляющее действие. Из лечебных средств, применяемых при радикулите, значительная часть представлена мазями и растираниями. Поэтому важно уметь правильно выполнять эту лечебную процедуру. Руки, выполняющего растирание должны быть тёплыми. На одну руку налить или положить средство для растирания или мазь. Начинать осторожно поглаживать больное место вверх в течение 10—20 минут, при сильных болях — 5 минут. Следить за наличием на руке втираемой массы, чтобы не проводить по больным местам сухой рукой. При отсутствии на руке мази брать новую порцию. После процедуры больное место нужно тепло укутать и стараться не застудить. При дискогенной радикулопатии, сопровождающейся выраженным парезом, при длительном (более трех-четырех месяцев) отсутствии эффекта от консервативного лечения и наличии большой грыжи диска показано хирургическое лечение.